# أبو جلال (قرية)
قرية أبو جلال هي إحدى القرى التابعة لمركز شربين في محافظة الدقهلية في جمهورية مصر العربية. حسب إحصاءات سنة 2006، بلغ إجمالي السكان في أبو جلال 18757 نسمة، منهم 9797 رجل و8960 امرأة.